# Bandor Éva
Bandor Éva (Párkány, 1971. szeptember 6. –) Jászai Mari-díjas szlovákiai magyar színésznő, 2001-2019 között a Komáromi Jókai Színház tagja volt. 2019-től szabadúszó.

## Életpályája
1971-ben született Párkányban. 1989-ben érettségizett Zselizen. 1990-től a Kassai Thália Színház, 1991-től a Komáromi Jókai Színház tagja volt. 1992-1996 között Pozsonyban színészdiplomát szerzett, majd ismét a Kassai Thália Színházhoz szerződött. 2001-től 2019-ig a Komáromi Jókai Színház művésznője. 2019-től szabadúszóként a budapesti Vígszínházban is rendszeresen vendégszerepel.

## Színpadi szerepei
A Színházi adattárban regisztrált bemutatóinak száma: 43.
Fontosabb szerepei a Komáromi Jókai Színházban
- Ördög (Molnár Ferenc: Az ördög)
- Ankica (Ivan Kušan: Galócza)
- Heléna (Shakespeare: Álom)
- Skibinska (Spiró György: Az imposztor)
- Mása (Csehov: Sirály)
- Agafja Tyihonovna (Gogol: Háztűznéző)
- Mária Magdolna (Ghelderode: Barrabás)
- Lichtenstein Eleonóra (Szomory Dezső: II. József)
- Lady Milford (Schiller: Ármány és szerelem)
- Helga (Miller: Kanyargó időben)
- Morton Mama (kinder-Ebb: Chicago)
- Sárkányné (Molnár Ferenc: A doktor úr)
- Nő (Jon Fosse: Őszi álom)
- Gondos Eszter (Tamási Áron: Énekes madár)
- Mása (Anton Pavlovics Csehov: Három nővér)
- Dorina, házi riszacica (Vajda Katalin - Fábri Péter - Valló Péter: Anconai szerelmesek)
- Riečanné (Ballek: Hentessegéd)
- Blondinné (Tasnádi István: Magyar zombi)
- Schneider kisasszony (Joe Masteroff - John Kander - Fred Ebb: Cabaret)
- Csöpi (Bereményi Géza: Az arany ára)
- Madelein Béjart (Moliére: Álszentek összeesküvése)
- Ká (Dés, Geszti, Békés: A dzsungel könyve)
- Irma (Székely Csaba: Bányvirág)
- Ranyevszkaja (Csehov: Cseresznyéskert)
- Nő (Spiró György: Csirkefej)
- Linda (Arthur Miller: Az ügynök halála)
- Stockman polgármesternő (Ibsen: A nép ellensége)
- Dajka (Rómeó és Júlia)
- Jepancsina (Dosztojevszkij: Félkegyelmű)
- Gertrudis (Katona: Bánk bán)
- Anna (Paolo Genovése: Teljesen idegenek)
- Adél (Molnár Ferenc: Üvegcipő)

Fontosabb szerepei a Kassai Thália Színházban
- Izidóra (Katona József: Bánk bán)
- Marcsa (Bakonyi-Szirmai: Mágnás Miska)
- Donna Elvira (Molière: Don Juan)
- Yvonne (Gombrowicz: Yvonne, burgundi hergenő)
- Zilia Duca (Heltai Jenő: A néma levente)

Vendégjátékok
- Jászai Mari Színház, Tatabánya - Anita (Glowaczki: Antigoné New Yorkban)
- Merlin Színház, Budapest - Mrs Betterton (April D. Angelis: Színésznők)
- Kisvárdai Várszínház - Illus, Orbánné lánya (Örkény István: Macskajáték)
- Vígszínház - Hollunderné (Molnár Ferenc: Liliom)
- Vígszínház - Korláth grófné (Szirmai Albert-Bakonyi Károly-Gábor Andor: Mágnás Miska)

## Filmes szerepei
- 66 season (2003, Rendező: Kerekes Péter)
- Mínusz (2006, R: Mátyássy Áron)
- Elsőszülött (2007, R: Domborovszky Linda)
- Nedodržaný sľub (2009, R: Jiří Chlumský)
- Ženy môjho muža (2009, R: Ivan Vojnár)
- Adás (2009, R: Vranik Roland)
- Üvegtigris 3. (2010, R. Rudolf Péter)
- Monster Proces (2011, R: Milan Balog)
- Miluj ma, alebo odíď (Szeress, vagy menj el!, 2013, R: Mariana Čengeľ Solčianská)
- Ďakujem, dobre - Köszönöm, jól (2013, R: Prikler Mátyás)
- Nő a múltból - Women from the past (2013, R: Molnár Csaba)
- Rendes ember (2013, R: Molnár Csaba)
- Slovensko 2.0 (2014, R: Juraj Herz)
- Deti - Gyerekek (2014, R: Jaro Vojtek)
- Čistič - Tisztító (2015, R: Peter Bebjak)
- Agava (2015, R: Ondrej Šulaj)
- Učiteľka - Tanítónő (2016, R: Jan Hřebejk)
- Out (2017, R: Kristóf György)
- Hodinárov učeň (2019, R: Jitka Rudolfová)
- Veterán (2020, R: Jan Hřebejk)
- Šarlatán - Charlatan (2020, R: Agnieszka Holland)
- Felkészülés meghatározatlan ideig tartó együttlétre (2020, R: Horvát Lili

## Díjak
- 1996 Kisvárdai Határon Túli Magyar Színházak Fesztiválja – Különdíj (Marcsa - Mágnás Miska)
- 1997 Határon Túli Magyar Színházak Fesztiválja – Kisvárda – kiváló színészi alakítás díja – Yvonne (Yvonne, burgundi hergenő)
- 2003 Határon Túli Magyar Színházak Fesztiválja – Kisvárda – alakításdíj – Mása (Csehov: Sirály)
- 2004 Jászai Mari-díj
- 2011 Magyar Színházak Kisvárdai Fesztiválja - alakításdíj - Ranyevszkaja (Csehov: Cseresznyéskert)
- 2014 Igric-díj, filmbeli alakításdíj - Szeress, vagy menj el! (Miluj ma alebo odíď) + Rendes ember (Dobrý človek)
- 2015 Tiantan-díj, V. Pekingi Nemzetközi Filmfesztivál legjobb női mellékszereplő kategóriájában (Jaro Vojtek: Deti - Gyerekek)
- 2015 Magyar Színházak Kisvárdai Fesztiválja - alakításdíj - Irma (Székely Csaba: Bányavirág)
- 2018 Magyar Színházak Kisvárdai Fesztiválja - alakításdíj - Lizaveta Jepancsina (Dosztojevszkij: Félkegyelmű)
- 2024 Igric-díj